# Opa (veste)
Opa (do latim Opa, e este do grego οπή: buraco, cava, abertura entre as métopas ou na parede para passar uma trava) é um tipo de capa sem mangas, com aberturas nas cavas, por onde passam os braços e na frente, onde é presa apenas no colarinho, deixando aparecer a veste inferior, na sua parte do peito.
É usada pelos membros de confrarias quando participam de alguma função religiosa solene, e pelos membros de algumas cortes, no exercício de suas funções. As cores das opas variam conforme a tradição de cada confraria ou de cada  corte. Citada na peça "Os irmãos das almas", de Martins Pena, onde dois personagens se disfarçam de confrades, utilizando este vestuário, para retirar esmolas 